# راکووک (استان پودلاسکی)
راکووک (به لهستانی:  Rakówek) یک روستا در لهستان است که در گمینا پژروشل واقع شده‌است.